# یاری لیپونن
یاری لیپونن (فنلاندی: Jari Lipponen؛ زادهٔ ۱۷ اکتبر ۱۹۷۲) کماندار اهل فنلاند بود.
وی در مسابقات کشوری و بین‌المللی در مجموع برندهٔ ۱ مدال نقره شده‌است.